# ザ・ビッグショウ
『シオノギ ザ・ビッグショウ』は、1961年10月20日から1964年1月17日までフジテレビ系列で放送されていたフジテレビ製作の音楽番組である。塩野義製薬の一社提供。

## 概要
毎回世界各国の檜舞台を踏んだ有名タレントを招いていた番組。司会は八千草薫が務めていた。
番組タイトルの表記には揺れがあり、1961年10月20日付の東京新聞テレビ欄に記載の番組宣伝広告（塩野義の薬品広告付き）には「シオノギ ザ・ビッグショウ」と記されているが、他の新聞各紙のラジオ・テレビ欄では「ザ・ビッグ・ショー」表記が用いられている。
番組の終了後、シオノギは同じ時間帯に編成された『シオノギテレビ劇場』のスポンサーに付いた。またそれから7か月後には、別の時間帯でスタートした『ミュージックフェア』への提供も開始した。

## 放送時間
いずれも日本標準時。
- 金曜 21:15 - 21:45 （1961年10月20日 - 1962年8月31日）
- 金曜 21:00 - 21:30 （1962年9月7日 - 1964年1月17日）